# Distrito de Nalanda
Nalanda (en bihari; नालंदा जिला) es un distrito de India en el estado de Bihar. Código ISO: IN.BR.NL.
Comprende una superficie de 2 354 km².
El centro administrativo es la ciudad de Bihar Sharif.

## Demografía
Según censo 2011 contaba con una población total de 2 872 523 habitantes.